# Leuctra graeca
Leuctra graeca är en bäcksländeart som beskrevs av Peter Zwick 1978. Leuctra graeca ingår i släktet Leuctra och familjen smalbäcksländor. Inga underarter finns listade i Catalogue of Life.